# Дед (валун)
Дед (бел. Дзед) — валун из гранита в Минске, экспонат Музея валунов. Располагался на берегу реки Свислочь возле дома по ул. Лодочной, 2. Другое, менее употребляемое название валуна — «Старец». Приблизительные размеры камня: высота 1,2 м, длина 1,2 м, ширина 0,6 м.
Почитался как священный камень, по данным Михаила Кацара вокруг него существовало «языческое капище».

## «Языческое капище» около валуна по материалам Кацара

### Общие сведения
Одним из первых культовое место у данного камня описал геолог Эрнст Левков  в своей книге «Молчаливые свидетели прошлого». Информацию о святыне, по его словам, он получил от искусствоведа Михаила Кацара, который несколько лет собирал этнографические данные и фиксировал их в виде дневниковых записей.  В своей книге «Беларускі арнамент. Ткацтва. Вышыўка» (1996) он привёл описание святилища.

### Легенда, связанная с валуном «Дед»
У подножия одного из холмов этого леса лежал валун, его ещё называли «Дзед». Водяник и Лесовик поспорили, кому будет это место принадлежать. Решили устроить соревнование — кто возьмет огромный валун и донесет его до вершины горы, тот и станет полновластным хозяином. Первым взялся Водяник, взвалил себе камень на плечи, закряхтел, сделал несколько десятков шагов и остановился. Лесовик оказался покрепче: взяв валун, он споро пошел в гору. Водяник понял, что проигрывает, и решил сжульничать, подставил подножку. Лесовик споткнулся, валун упал и сразу врос в землю. Рядом с ним забила криница и вырос дуб-великан.
— «Про то, как Лесовик с Водяником гору не поделили 
Был ещё и такой вариант этой легенды:

В старину тут был везде лес, непроходимая болотная тхлань, одним словом, сплошная глушь. Как пойдет в эту чащу человек, так и задуриться, замутиться у него голова. Черти его водят по болоту, поколь человек ни завязнет в трясине. Вот на пригорке, на высоком бурте, средь этого леса стоял этот камень. Ходили о нём в народе слухи: кто овладеет этим камнем, тот станет богатым и счастливым. Вот и захотелась Лесавику и Водяному завладеть камнем. Поспорили. Чтобы развязать спор, пошли к своему старшему. Тот предложил им: кто без передыху вознесёт камень на пересечение дорог, тот и будет хозяин этого камня. Бросили жребий, кто первым пойдет. Первым стал Лесавик. Но, как ни старался Лесавик, поднять камня он ни сумел. Ни помогли яму и его подчиненные, лесные звери. Тогда взялся за камень Водяной. Взвалил он камень на зашеек и понес. Испугался Лесавик, что камень достанется Водяному. Подставил он ему ногу. Упал Водяной на берегу Свислочи. Упал и камень на самый берег реки. Ни Лесавик, ни Водяной ни завладели им. А было это давным-давно. Так давно, что даже самые старые люди не помнят. От того времени и стоит этот камень.
— «Языческое капище в Менске в конце XIX — начале XX столетия»

### Описание капища и бывшее местонахождение

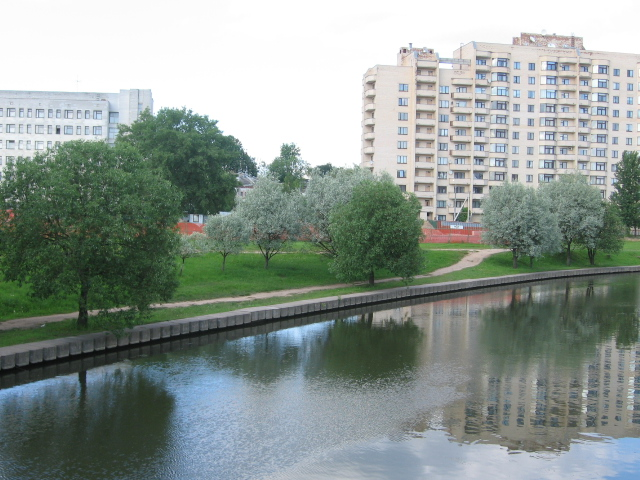
Место, где некогда располагался валун и капище

Валун «Дед» находился в Минске, на берегу Свислочи, на улице Лодочной в районе теперешнего ресторана «Старое русло», что напротив лицея БГУ. Камень стоял сразу за забором дома № 2, по ул. Лодочной.
Капище состояло из полусферического камня, креста, увешанного вышивными рушниками и помоста. Часть этого помоста лежала на земле и подходила к валуну. Вторая часть (около двух метров в ширину и метр в длину) нависала над водой реки Свислочь, он стоял на столбах, которые были вбиты в дно Свислочи. Помост служил знахарю-священнику для проведения службы.
До 1888 года на капище рос огромный священный дуб «Волат», горел неугасимый жертвенный огонь, рядом с которым жил его хранитель — «Старец» (знахарь-священник). Дуб «Волат», с сухим верхом и с большим дуплом, был в четыре обхвата (становилось четыре человека и обнимали его с раскрытыми руками), под дубом так же молились. Дуб получался в центре композиции: с одной стороны от дуба стоял валун «Дед», а со второй — жертвенник (алтарь) с огнём.
На самом камне ничего не палили, жертвенный огонь был недалеко от камня. Он горел на камнях и был обложен вокруг камнями. В диаметре он составлял 1 метр. Дно кострища было выложено камнями, а кругом выложен большими валунами, которые создавали круглую ограду. Высота такой ограды была около 30-40 сантиметров. На этом огне сжигали потроха овец, коз, свиней и петухов, которых приносили в жертву.
Раньше был ещё и второй огонь (жертвенник). Он стоял поближе к камню, за тем огнём. «Жертвенник» был выложен из камней размером 20-25 см, диаметр огня — 1,5 аршина, толщина стенки — около 25-30 см. Стенка была сложена из разных валунов на густой глине. Внутри был настил, сложенный из камней размером 20-25 см. Высота «жертвенника» была выше человеческого роста, около 2 аршин (под 1,8 метра). Глубина отверстия «жертвенника» — около 30 см. Высота камня была большая, около аршина, он имел шероховатую поверхность, стоял на расстоянии 3-х метров от берега Свислочи; а жертвенник находился в 10 метрах от камня. Этот ожертвенник скоро развалился — глина размокла и от огня появились трещины. После этого был сделан вышеописанный.
Вся площадка святилища была огорожена плетнями. Плетень был сооружён из еловых веток и окружал всю молельню. В высоту был около 2,5 аршин.
Все три предмета капища: дуб, камень и алтарь, почитались священными. Каждая предмет капища также имел своё название:
- Священный дуб назывался Волат (Великан).
- Камень — Дед, или Старец.
- Жертвенник — Жыжа; или просто — огонь.

Место это, даже во второй половине XIX века, находилось в глуши под Минском (хотя сегодня это место уже недалеко от центра города). Кругом был густой лес: ель, осина, берёза, ольха. Языческая молельня получалась в чаще, средь болота, на топком берегу Свислочи.

### Описание ритуала
Знахарь-священник святил воду, и окроплял ей собравшихся верующих, которые клали в специальную посуду свои деньги (это была кастрюля с закрытым верхом, с отверстием для монет). После освящения священник позволял верующим брать освященную воду со Свислочи. Так же на капище устанавливался ящик из досок, в который складывали святые жертвы, подношения (в основном это были полотенца, холст, рожь в мешочках, ячмень, разные крупы). Весь камень был увешан рушниками и холстом. Так же на камень выливали вино, мед, молоко. На огне палили останки жертвы; когда приносили петуха, то мясо брал к себе знахарь-священник, а ноги, кишки и всякий сор сжигали на огне, как жертву своим богам.

### Прошения у камня и исцеление
Люди приходили к камню просить о здоровье, замужестве, и с другими проблемами. Когда у кого болел живот, если женщина хотела родить, или хотели погадать на своих детей — люди вешали рушники, фартуки или ткани на сам камень. Если девушка хотела выйти замуж, то она загадывала на какого-нибудь парня и вешала свой рушник (обязательно вышитый своими руками) на этот камень. Такого рода подношениями был увешан почти весь камень. Некоторые вешали на священный дуб. Всё это должно было висеть на камне 33 дня. Если кто украдёт, тогда надо вешать снова. Некоторые, вещи приносили на молельню, когда начинали отправлять богослужение. Для женщин, которые не могли заиметь детей, но хотели родить, надо было сделать следующее: в самую темную ночь прийти на капище. Сесть голым местом на камень. Так чтобы юбкою закрыть весь камень. И сделать это надо три раза. При этом надо сказать три раза: «Поможи боже».
При самом камне было что-то вроде колодца — в настиле была дырка-углубление, в котором и помещалась святая вода, она лечила от всех болезней: болезни сердца и живота, головы и рук, глаз. Существовала определенная оплата. Дороже всего стоило лечение от бесплодности. Много зарабатывали священники-знахари и на наговорных снадобьях. Кто приносил барана — получал целое ведро воды от всех болезней. А за наговорное снадобье нужно было заплатить в пять раз больше.

### Знахарь-священник
Обряд освящения воды проводил знахарь-священник, которого люди называли — «волшебник». Таких особ люди почитали за святых и во всём их слушались. Им молились и приносили богатые жертвы. К ним шли за помощью при пожаре, краже, болезнях, даже море на скотину. «Волшебник» ворожил по солнцу и по звёздам, по потрохам козы или овцы, которых специально для этого приносили ему и он объяснял прихожанам, от чего случилась несчастье и как от него следует избавиться. В благодарность ему приносили, кто что мог.
В 1850-х гг. был знахарь-волшебник Савастей — высокий и толстый мужчина с большой чёрной бородой и длинными волосами, который весьма разбогател при камне. Он давал женщинам по небольшому петушку — свистульке из глины (он их сам делал, сам обжигал и сам раскрашивал). Этого петушка надо было держать на стене в «красном углу». И надо было молиться и просить, чтобы бог защитил её мужа «от супостата, от пули, от штыка и от пики, от сабли.» Помимо этого читалась молитва:

«Милостивый боже, заступись за раба (такого то), защити его от пули скорой, от сабли острой, от штыка колючего, от всякой лихости и несчастья».

Жил Севастей в деревянном доме при капище-молельне. Этот дом построил ещё отец Севастея, который так же был священником-знахарем при этом камне. Дом строился ещё тогда, когда у людей ни было пилы, ни досок. Тогда всё делали своими руками: бревна на резали пилой, а всё рубили секирой. Этот дом был первым домом на Лодочной улице. Когда провели железную дорогу, дом перешёл в руки одного еврея, который затем переделал его под торговую лавку и продавал в ней всякие вещи для мужчин и для женщин.

### Борьба с местом поклонения «Деду»
При строительстве Минской железнодорожной станции, в самом начале 1870-х годов, начали застраивать улицу Лодочную, огонь часто тушили, а камни скидывали в реку. Был случай, когда приехали жандармы, разбросали кострище и затушили огонь. Прихожанам запретили сжигать на жертвенном огне мясо овец и коз. Знахарю Севастею тогда с трудом удалось откупиться, дав полицейскому жандарму много денег и бочку мёду.
Церковнослужители постановили отобрать у «волшебника» Севастея этот молельный камень, окрестить его по-христиански, поставить у него крест и служить по-христиански богослужение. В 1880 году, перед празднованием 900-летия крещения Руси, царские власти попытались прекратить проведение языческих служб. Был потушен «священный огонь» и спилен вековой дуб «Волат». Церковнослужители прогнали Севастея, отобрав у него камень и все молельные принадлежности. Был установлен крест и «аналой» (такой ящик с крестом). В ящике были кадило, крест, Евангелие и миска, куда клали деньги. При этом месте стал служить отец Яфимий, к которому продолжали приходить и бывшие прихожане, поклонявшиеся камню. Хотя и до этого некоторые люди ходили и в церковь, и к огню. По воскресеньям и праздникам — в церковь, а, как заболит что — шли к огню и к самому знахарю, принося приношения, кто яйца, кто петуха или курицу. А после, в праздники, ходили опять молиться в церковь, чтобы Бог отпустил им грехи или дал покаяние.
Новые священники и дьяки не хотели служить на этом месте. Они все утверждали, что это «поганое место», что здесь, при камне, бывает, собираются черти, что там живёт ведьма. К тому же оказалось, что отец Яфимий обманом выдавал себя за другого, а на самом деле — это был Скардович Яхим, из крепостных на Минщине, конокрад, бежавший из тюрьмы. Он так же разбогател на пожертвованиях при камне, а позже, уже при советской власти, бежал неизвестно куда.
Прекратить же поклонение валуну «Деду», так и не удалось. Старший Севастей умер примерно в начале 1904 года, к Японской войне, в возрасте более ста лет, будучи крепким и здоровым. На общем погосте его хоронить не разрешили, для этого было специальное небольшое кладбище для людей, которые ходили молиться в молельню (языческую), а не в церковь. Оно было расположено примерно там, где теперь стоит винно-водочный завод «Кристалл» на улице Октябрьская. Там они имели свои могилы.

### Камень в XX веке

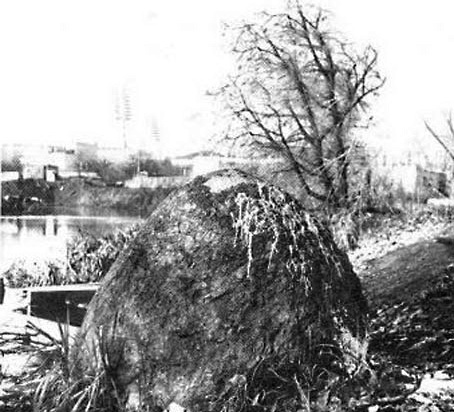
Так выглядел валун в середине XX века

В начале XX века ни дуба, ни огня вокруг камня уже не было. Стоял один камень, капище на Лодочной улице было разрушено в 1905 году. Но службы и моления возле него проводить не перестали.
В конце 20-х годов XX века в молельне при камне хозяйничал сын Севастея, младший Севастей. Помост сложен был из брёвен и свисал над Свислочью. Но жертвенного огня при камне уже больше не раскладывали. Сам камень был увешан полотенцами и тканями. Севастей-младший был репрессирован в 1927 году.

## Современность
В начале 1980-х годов сам валун был перевезён в Музей валунов, расположенный на окраине Минска, в микрорайоне Уручье, где находится и по сегодняшний день. Белорусские учёные из института истории Академии наук предложили восстановить языческое капище на прежнем месте, поясняя это тем, что камень, который называют «Дед», мог бы привлечь в центр города туристов. Подчёркивая, что встаёт вопрос как  выглядело капище, так как документальных свидетельств, земляных и деревянных сооружений не сохранилось.Предполагается поставить валун на место и рядом установить табличку, где были бы описаны легенды и версии историков.
Камень стоит в музее обособленно, в отличие от большинства экспонатов музея. Камень занимает важное место в современном городском фольклоре: под ним можно увидеть принесённые «пожертвования»: деньги и сладости.